# Дем'янишин Валерій Йосипович
Вале́рій Йо́сипович Дем'яни́шин (19.01.1947–11.10.2024) — український художник, графік, яскравий представник львівського андеграунду 1970-х років. Відомий під псевдонімом Дем. Його роботи відрізняються лаконічністю та символізмом.
Навчався в Українській академії друкарства ім. Івана Федорова у 1970—1975 роках.
Належав до першої генерації львівських гіпі, у 1980-х роках був учасником байкерської групи мотогіпі.

## Творчість
Його ранні композиції (1973—1974) — невинні спроби сюжетної метафори раю з фігуративними образами людей, тварин, рослин, метеликів. Натомість надалі відбувається глибоке метафізичне заглиблення у структури людського буття — з тактильними образами тлінної матерії та її антиномії — души, що здатна літати.
Найвідомішими творами є: «Двері» (1975), «Згадка про дерево» (1983), «The Shell and The Egg» (1998), «Пейзаж» (1987), «Пролітаючи, подивися вниз» (2003), «Two stones» (1995), «Гнізда» (1998), «Година 15.00» (2002), «The Wing» (2007), «The Bottom», «The paleontological landscape» (2008), «Політ» (2013).
Виставки:
- 2015. Персональна виставка. Мистецька галерея Гері Боумена, Львів.[5]
- 2016. «Графіка: Львів 20/21 ст.». Галерея «Зелена Канапа». Київ.[6]
- 2022—2023. «Перша Міжнародна Трієнале малюнка». Центрі Сучасного Мистецтва «Білий світ». Київ.[7]
  - Дем'янишин отримав третю премію з роботами «Берег» та «Жорно».[8]
- 2023. «Ре-Візія». Мистецька галерея Гері Боумена, Львів.[9]

## Вшанування
Гурт «Мертвий півень» присвятив художнику пісню «Calling Dem».
Юрій Андрухович писав про нього: «Особисто мене він захоплював тоді двома сторонами своєї особистості — зовнішністю, стовідсотково гіпівською, і творчістю. Його графічні роботи того часу — цілком особливе явище на львівському та й загалом українському тлі. Для мене він був однією з тих постатей, які робили Львів найцікавішим містом на світі, він належав справжньому Львову, таємному, і протистояв зовнішньому, совковому…»